# Organo-indiumchemie
In de organo-indiumchemie worden stoffen bestudeerd waarin een directe binding optreedt tussen koolstof en indium. Indium is een metaal, waarmee de organo-indiumchemie een subdiscipline is van de organometaalchemie. Deze tak van de chemie vertoont veel overeenkomst met de organogalliumchemie, omdat gallium in het periodiek systeem vlak boven indium in de boorgroep staat.
Een groot verschil met de organogalliumchemie wordt gevormd door het feit dat indium naast de standaardvalentie voor deze groep (+III) ook +I als oxidatiegetal kan hebben. Indium vormt bijvoorbeeld een eenwaardig metalloceen: cyclopentadienylindium(I). Trimethylindium is een belangrijke grondstof in de micro-elektronica.

## Navigatie
Navigatie Koolstof-elementbinding